# Assassinato de Travis Alexander
Travis Victor Alexander (Riverside, 28 de julho de 1977 – Mesa, 4 de junho de 2008) foi um vendedor estadunidense que foi assassinado por sua ex-namorada, Jodi Ann Arias (Salinas, 9 de julho de 1980), em sua casa em Mesa, Arizona, enquanto estava no chuveiro. Arias foi condenada por homicídio em primeiro grau em 8 de maio de 2013 e condenada à prisão perpétua sem possibilidade de liberdade condicional em 13 de abril de 2015.
No momento do assassinato, Alexander sofreu 27 ferimentos a faca, uma garganta cortada e um tiro na cabeça. Arias testemunhou que o matou em legítima defesa, mas foi condenada pelo júri por homicídio de primeiro grau. Durante a fase de sentença, o júri chegou a um impasse sobre a opção da pena de morte, e Arias foi condenada à prisão perpétua sem possibilidade de liberdade condicional. O assassinato, investigação e o julgamento receberam ampla atenção da mídia nos Estados Unidos.

## Envolvidos

### A vítima
Travis Victor Alexander nasceu em 28 de julho de 1977, em Riverside, Califórnia, filho de Gary David Alexander (1948–1997) e Pamela Elizabeth Morgan Alexander (1953–2005). Aos 8 anos, Travis foi morar com seus avós paternos. Após a morte de seu pai em julho de 1997, seus sete irmãos também foram acolhidos pela avó paterna. Alexander contou a um amigo que, antes de entrar para uma igreja, ele frequentemente se envolvia em brigas. Ele fez stand-up comedy sob o alter ego "Eddie Snell". Alexander foi vendedor e palestrante motivacional da Pre-Paid Legal Services (PPL).

### A autora
Jodi Ann Arias nasceu em 9 de julho de 1980, em Salinas, Califórnia, filha de William e Sandra (nascida Allen) Arias. Seu pai é de ascendência mexicana e sua mãe é de ascendência alemã e inglesa. Ela frequentou a escola até o 11º ano, quando abandonou a Escola Secundária Yreka Union. Ela era uma aspirante a fotógrafa e trabalhou em bicos até conseguir um cargo de vendas na PPL.
Arias e Alexander se conheceram em setembro de 2006 em uma conferência da PPL em Las Vegas, Nevada. Arias converteu-se à Igreja de Jesus Cristo dos Santos dos Últimos Dias, da qual Alexander era membro, e foi batizada por ele em 26 de novembro de 2006 em uma cerimônia no sul da Califórnia. Alexander e Arias começaram a namorar em fevereiro de 2007, e Arias mudou-se para Mesa para morar mais perto de Alexander, mas em abril de 2008, ela se mudou para Yreka, Califórnia, e morou lá com seus avós.
Alexander e Arias namoraram intermitentemente por um ano e meio, muitas vezes em um relacionamento de longa distância, revezando-se na viagem entre suas respectivas casas no Arizona e na Califórnia. Mesmo quando Alexander estava em um relacionamento diferente, ele e Arias trocavam mensagens de sexo.
Os amigos de Alexander que conheciam Arias e os observavam juntos tendiam a ter uma opinião negativa sobre ela, afirmando que o relacionamento era anormalmente tumultuoso e que o comportamento de Arias era preocupante.

## O assassinato
Alexander foi assassinado em sua casa em Mesa, Arizona, na quarta-feira, 4 de junho de 2008, enquanto tomava banho. Ele sofreu entre 27 e 29 facadas, incluindo na garganta e um ferimento de bala na cabeça. O legista Kevin Horn testemunharia mais tarde que a veia jugular, a artéria carótida comum e a traqueia de Alexander haviam sido cortadas e que ele tinha ferimentos defensivos nas mãos. Horn testemunhou ainda que Alexander poderia estar morto no momento em que o tiro foi disparado e que os ferimentos nas costas eram superficiais. A morte de Alexander foi considerada homicídio. Ele foi enterrado no cemitério Olivewood Memorial Park de Riverside.

## Descoberta e investigação
No início de 2008, Alexander disse às pessoas que Arias se juntaria a ele em uma viagem de trabalho para Cancún, México, marcada para 15 de junho. Em abril, Alexander pediu para mudar sua companheira de viagem para outra amiga. Em 28 de maio, ocorreu um assalto na residência dos avós de Arias, com quem vivia. Entre os objetos perdidos estava uma pistola Colt automática calibre .25, que nunca foi recuperada. Isso mais tarde tornou-se significativo, pois uma cápsula de projétil de uma bala de calibre .25 foi encontrada perto do corpo de Alexander na cena do crime.
Em 2 de junho, entre 1h00 e 3h00, Arias ligou para Alexander quatro vezes, mas não pareceu conseguir falar com ele, já que a mais longa das ligações durou 17 segundos. Depois das 3h00, Alexander ligou para Arias duas vezes, a primeira vez por dezoito minutos, a segunda vez por 41 minutos. Às 4h03min, Arias ligou de volta para Alexander, e a ligação durou dois minutos e 48 segundos. Nem essas ligações, nem suas transcrições foram apresentadas no julgamento de Arias. Às 5h39min, Arias partiu para o sul a fim de alugar um carro para uma longa viagem até Utah, como mostram as evidências de uma compra de gasolina em Yreka. Em 2 de junho, às 8h04min, Arias alugou um carro em Redding, Califórnia. Ela indicou que devolveria o carro em Redding. Arias visitou amigos no sul da Califórnia a caminho de Utah para uma conferência de trabalho da PPL e para se encontrar com Ryan Burns, um colega de trabalho da PPL. No final da noite de 3 de junho, Arias aparentemente partiu para Salt Lake City.
Alexander perdeu uma importante teleconferência na noite de 4 de junho. No dia seguinte, Arias se encontrou com Ryan Burns no subúrbio de West Jordan, em Salt Lake City, e participou de reuniões de negócios para a conferência. Mais tarde, Burns disse que notou que o cabelo, antes loiro de Arias, agora estava castanho escuro e que ela tinha cortes nas mãos. Em 6 de junho, ela deixou Salt Lake City e dirigiu para o oeste em direção à Califórnia. Ela ligou para Alexander várias vezes e deixou várias mensagens de correio de voz para ele. Ela também acessou o sistema de correio de voz do celular dele. Quando Arias devolveu o carro em 7 de junho, ele havia percorrido cerca de 2,800 mi (4,500 km). O funcionário da locadora testemunhou que o carro estava sem tapetes e tinha manchas vermelhas nos bancos dianteiros e traseiros. No entanto, não foi possível verificar se o carro tinha tapetes quando Arias o pegou, e as manchas vermelhas não puderam ser analisadas, pois o carro havia sido limpo antes que a polícia pudesse examiná-lo.
Em 9 de junho, não conseguindo entrar em contato com Alexandre, um grupo de amigos preocupado foi até sua casa. Seus colegas de quarto não o viam há vários dias, mas acreditavam que ele estava fora da cidade e, portanto, não suspeitavam que algo estivesse errado. Depois de encontrar uma chave para o quarto de Alexander, o grupo entrou e encontrou grandes poças de sangue no corredor que leva ao banheiro principal, onde seu corpo foi descoberto no chuveiro. Na ligação para o 9-1-1 (não ouvida pelo júri), o despachante perguntou se Alexander tinha pensamentos suicidas ou se alguém estava bravo o suficiente para machucá-lo. Os amigos de Alexander mencionaram especificamente Arias como uma possível suspeita, afirmando que Alexander havia dito a eles que ela o estava perseguindo, acessando sua conta no Facebook e cortando os pneus de seu carro.
Ao revistar a casa de Alexander, a polícia encontrou sua câmera digital comprada recentemente danificada na máquina de lavar. A polícia conseguiu recuperar imagens deletadas que mostravam Arias e Alexander em poses sexualmente sugestivas, tiradas aproximadamente às 13h40min do dia 4 de junho. A última fotografia de Alexander vivo, mostrando-o no chuveiro, foi tirada às 17h29min daquele dia. Fotos tiradas momentos depois mostram um indivíduo que se acredita ser Alexander "sangrando profusamente" no chão do banheiro. Uma impressão de palma ensanguentada foi descoberta ao longo da parede do corredor do banheiro; ela continha DNA de Arias e Alexander.
Em 9 de julho de 2008, Arias foi indiciada por um grande júri no Condado de Maricopa, Arizona, pelo assassinato em primeiro grau de Alexander. Ela foi presa em sua casa seis dias depois e extraditada para o Arizona em 5 de setembro. Arias se declarou inocente em 11 de setembro. Durante esse tempo, ela deu vários relatos diferentes sobre seu envolvimento na morte de Alexander. Ela primeiro disse à polícia que não estava em Mesa no dia do assassinato e que viu Alexander pela última vez em março de 2008. Arias disse mais tarde à polícia que dois intrusos invadiram a casa de Alexander, assassinando-o e atacando-a. Dois anos após sua prisão, Arias disse à polícia que matou Alexander em legítima defesa, alegando que havia sido vítima de violência doméstica.

## Pré-julgamento
Em 6 de abril de 2009, uma moção para reconsiderar a moção da ré para gabinete do promotor público do Condado de Maricopa foi negada. Em 18 de maio, o tribunal ordenou que Arias se submetesse a testes de QI e competência. Posteriormente, em janeiro de 2011, uma ação de defesa detalhou os esforços dos advogados de Arias para obter mensagens de texto e e-mails. A promotoria disse inicialmente disse aos advogados de defesa que nenhuma mensagem de texto enviada ou recebida por Alexander estava disponível, mas a promotoria foi então ordenada a entregar várias centenas dessas mensagens. O detetive da polícia de Mesa, Esteban Flores, disse aos advogados de defesa que não havia nada "fora do comum" entre os e-mails de Alexander; cerca de 8.000 foram entregues à defesa em junho de 2009.

## Julgamento

### Seleção do júri
O julgamento começou no Tribunal Superior do Condado de Maricopa perante a juíza Sherry K. Stephens. A seleção inicial do júri começou em 10 de dezembro de 2012. Durante a seleção do júri em 20 de dezembro, os advogados de defesa de Arias argumentaram que a promotoria estava "excluindo sistematicamente" mulheres e afro-americanos; o promotor Juan Martinez disse que raça e sexo eram irrelevantes para suas decisões de agredir certos jurados. A juíza Stephens decidiu que a promotoria não demonstrou parcialidade na escolha do júri.

### Fase de culpa
Na abertura dos argumentos em 2 de janeiro de 2013, Martinez solicitou a pena de morte, retratando Arias como uma pessoa ciumenta que atacou Alexander, um "bom homem", depois que ele tentou terminar o relacionamento. Arias foi representada pelos advogados nomeados L. Kirk Nurmi e Jennifer Willmott, que argumentaram que a morte de Alexander foi um homicídio justificável cometido em legítima defesa, contestando que Alexander havia sido violento e abusivo, e que Arias o matou somente depois que ele "se lançou contra [ela] com raiva".
A promotoria alegou que Arias havia premeditado o assassinato. Eles alegaram que Arias havia encenado um assalto na residência de seus avós, onde ela estava hospedada, para pegar uma arma de fogo para matar Alexander. Um detetive da polícia que investigou o suposto roubo testemunhou que a arma era do mesmo calibre (.25 ACP) usada no tiroteio de Alexander. Eles disseram que Arias usou um galão de gás e comprou gasolina antecipadamente para esconder sua ida à casa de Alexander. A promotoria chamou Ryan Burns, que testemunhou que Arias estava agindo "normalmente" quando ela o visitou no dia seguinte à morte de Alexander.
Burns disse que Arias lhe contou que havia cortado as mãos em cacos de vidro enquanto trabalhava em um restaurante chamado Margaritaville. Um detetive testemunhou que nenhum restaurante com esse nome jamais existiu na área de Yreka; na época, Arias trabalhava em um restaurante chamado Casa Ramos. Arias mais tarde testemunhou que depois de cortar o dedo: "[Eu] tinha um bazilhão de margaritas para fazer." Mais tarde, a promotoria argumentou que, uma vez que uma bala calibre .25 foi encontrada perto do corpo de Alexander e que uma arma do mesmo calibre foi roubada da residência de Arias em Yreka na semana anterior, ela havia encenado o roubo e usado a arma para matar Alexander. Martinez afirmou que Arias perseguiu Alexander e cortou seus pneus duas vezes. Além disso, nos últimos dias antes de sua morte, Alexander a chamou de "sociopata" e "a pior coisa que já aconteceu comigo", e afirmou que tinha medo dela.
Arias prestou depoimento em sua própria defesa em 4 de fevereiro de 2013, testemunhando por um total de dezoito dias; o tempo que Arias passou no depoimento foi descrito pelo advogado de defesa criminal Mark Geragos como "sem precedentes". No primeiro dia de seu testemunho, Arias contou que foi violentamente abusada por seus pais quando tinha aproximadamente sete anos de idade. Ela testemunhou que alugou um carro em Redding porque o site da Budget lhe dava duas opções, uma ao norte e outra ao sul, e seu irmão morava em Redding. Em seu segundo dia no depoimento, ela descreveu sua vida sexual com Alexander, onde incluía sexo oral e anal; ela disse que o sexo anal foi doloroso para ela na primeira vez que o experimentaram juntos, e que embora ela considerasse essas formas de sexo como sexo real, Alexander não o fez como eram (supostamente) não contra as regras mórmons relativas ao coito vaginal. Arias disse que eventualmente tiveram relações sexuais, mas com menos frequência. Uma fita de sexo por telefone foi exibida no tribunal na qual Alexander descreveu o desejo de amarrar Arias a uma árvore e sodomizá-la, ao qual Arias respondeu com entusiasmo: "[I]sso é tão degradante; eu gosto disso. Arias gravou essa sessão de sexo por telefone sem o conhecimento ou consentimento de Alexander, aparentemente esperando usá-la para embaraçar Alexander para seus colegas mórmons. Arias também testemunhou que Alexander nutria desejos pedófilos e que ela tentava ajudá-lo com esses desejos. Peritos forenses testemunharam que um exame do computador de Alexander não encontrou evidências de material pornográfico.
Ela também disse que seu relacionamento com Alexander tornou-se cada vez mais abusivo física e emocionalmente. Ela disse que Alexander a sacudiu enquanto dizia, "Estou farto de você", então começou a "gritar comigo", depois disso, ele "me bateu e meu corpo bateu contra o chão aos pés de sua cama" e zombou dela, dizendo "não aja como se isso doesse", antes de chamá-la de "vadia" e lhe dar um chute nas costelas. Depois, Arias disse "ele foi me chutar novamente, e eu estendi minha mão". Arias ergueu a mão esquerda no tribunal, mostrando que seu dedo anelar estava torto. Arias disse que matou Alexander em legítima defesa depois que ele a atacou quando ela deixou cair sua câmera, forçando-a a lutar por sua vida. Este foi o terceiro relato diferente da morte de Alexander feito por Arias, que ambos os promotores, observadores do tribunal e jurados posteriores consideraram que prejudicou severamente sua credibilidade.
Alyce LaViolette, psicoterapeuta especializada em violência doméstica, testemunhou em defesa que Arias foi vítima de violência doméstica e que a maioria das vítimas não conta a ninguém sobre o abuso porque se sente envergonhada e humilhada. Durante o depoimento de LaViolette, a equipe de defesa fez alusão aos e-mails entre Alexander e seus amigos, Chris e Sky Hughes. A defesa tentou inserir os e-mails como prova, mas o juiz de primeira instância decidiu que eram boatos. Um processo judicial de 2011 revelou o conteúdo de alguns dos e-mails aos quais o especialista em violência doméstica fez alusão, incluindo um em que Alexander expressou raiva pelo fato de Hughes ter desencorajado Arias de perseguir Alexander romanticamente. Em um e-mail de resposta, Chris Hughes disse que acreditava que Arias "seria a próxima vítima [de Travis]... e que [ela] era apenas mais uma garota que [Travis] estava interpretando". Alexander supostamente respondeu dizendo: "Eu sou um pouco sociopata". Hughes testemunhou durante o julgamento, dizendo que, embora soubesse que Alexander estava saindo com várias mulheres, ele e sua esposa foram manipulados por Arias e que tiveram um desentendimento com Arias poucos meses depois dos e-mails, quando a pegaram duas vezes espionando suas conversas com Alexander. A promotoria convocou testemunhas de refutação, incluindo várias outras namoradas de Alexander, que declararam nunca tê-lo visto demonstrar problemas de raiva ou violência.
A partir de 14 de março, o psicólogo Richard Samuels testemunhou a favor da defesa por quase seis dias. Ele disse que Arias provavelmente estava sofrendo de estresse agudo no momento do assassinato, o que colocou seu corpo em um modo de "lutar ou fugir" para se defender, o que fez com que seu cérebro parasse de reter memórias. Em resposta à pergunta de um jurado perguntando se esse cenário poderia ocorrer mesmo que fosse um assassinato premeditado, como a acusação alegou, ele respondeu: "É possível? Sim. É provável? Não." Samuels também diagnosticou Árias com transtorno de estresse pós-traumático (TEPT). Martinez atacou a credibilidade de Samuels, acusando-o de ter formado um relacionamento com Arias e ser tendencioso; Samuels já havia testemunhado que tinha compaixão por Arias. Mais tarde, o Tribunal de Apelações do Arizona considerou impróprio o impeachment de Samuels por Martinez. A psicóloga clínica Janeen DeMarte testemunhou para a acusação, afirmando que não encontrou nenhuma evidência de que Alexander havia abusado de Arias, e nenhuma evidência de TEPT ou amnésia em Arias. Além disso, a perda total de memória de Arias por longos períodos de tempo era inconsistente com a amnésia traumática associada ao TEPT, que se manifesta como lacunas muito mais curtas na memória. Em vez disso, DeMarte disse que Arias sofria de transtorno de personalidade borderline, mostrando sinais de imaturidade e um "senso de identidade instável". As pessoas que sofrem desse distúrbio "têm a sensação de estar sendo abandonadas pelos outros", disse DeMarte aos jurados.
A última testemunha de defesa foi o psicólogo Robert Geffner, que disse que o diagnóstico borderline de DeMarte "não era apropriado" e que todos os testes feitos por Arias desde sua prisão apontavam para um transtorno de ansiedade decorrente de trauma. Ele também disse que os testes indicaram que ela respondeu às perguntas com honestidade, sem mentir. Geffner também sugeriu que o Inventário Multifásico de Personalidade de Minnesota (MMPI) que DeMarte havia usado não era voltado para detectar transtornos de personalidade, sugerindo que DeMarte deveria ter usado o Inventário Multiaxial Clínico Millon, que Samuels havia usado. A última testemunha de refutação da acusação, a neuropsicóloga forense Jill Hayes, contestou o testemunho de Geffner de que o teste MMPI não era voltado para diagnosticar transtorno de personalidade borderline, concluindo um longo dia no tribunal às 20h29min.
Em 24 de abril, em resposta ao depoimento anterior dado por Arias sobre a compra de uma lata de gás de cinco galões em uma loja do Walmart em Salinas em 3 de junho de 2008, que ela devolveu no mesmo dia, a promotoria chamou Amanda Webb, uma funcionária do único Walmart de Salinas, até o estande. Webb disse que de acordo com os registros do Walmart, ninguém devolveu uma lata de gás de cinco galões naquela data, e que Arias devolveu a lata de gás uma semana depois, em vez de 3 de junho. A prova da lata de gás foi considerada importante para estabelecer a premeditação, pois o promotor argumentou que Arias estava tentando evitar ser gravada nas câmeras de segurança do posto de gasolina enquanto dirigia para Mesa.
Nos argumentos finais em 4 de maio, Martinez acusou Arias de ser uma mentirosa e manipuladora, mostrando um texto que Alexander havia enviado chamando Arias de "malvada", novamente exibindo as fotos horríveis da cena do crime, e disse que Arias havia tentado manipular o júri. A defesa de Arias pediu ao júri que deixasse de lado qualquer antipatia pessoal que eles pudessem ter por Arias, e disse que a teoria da premeditação da promotoria "[não] fazia sentido", alegando "O que aconteceu naquele momento? A relação, a relação do caos, que acabou em caos também. Não há nada sobre o que aconteceu no dia 4 de junho naquele banheiro que pareça planejado... Também não poderia ser que, depois de tudo que eles passaram naquele relacionamento, ela simplesmente explodiu?... Em última análise, se a Srta. Arias é culpada de algum crime, é o crime de homicídio culposo e nada mais." Na réplica, Martinez descreveu a extensão e a variedade das feridas de Alexander. "Não há nenhuma evidência de que ele colocou a mão sobre ela, nunca. Nada indica que isso é nada menos do que um massacre. Não havia como apaziguar esta mulher que simplesmente não o deixava em paz", disse ele.
O depoimento de Arias contribuiu para uma longa parte da defesa da fase de culpa do julgamento, o que levou a problemas com a retenção dos membros do júri. Em 3 de abril, um membro do júri foi demitido por "má conduta". A defesa pediu a anulação do julgamento, o que o juiz negou. Em 12 de abril, outro jurado foi dispensado por motivos de saúde. Um terceiro jurado foi demitido em 25 de abril depois de ser preso por um delito de dirigir sob o efeito do álcool. Até esse dia, os custos de defesa atingiram quase US$ 1,7 milhões, pagos pelos contribuintes. No final dos argumentos, os jurados foram instruídos que poderiam considerar Arias culpada de homicídio de primeiro grau se cada um deles, individualmente, descobrisse que ela havia premeditado o homicídio ou causado a morte ao cometer um crime grave.
Em 7 de maio de 2013, após quinze horas de deliberação, Arias foi declarada culpada de homicídio em primeiro grau. Todos os doze jurados a consideraram culpada de homicídio premeditado em primeiro grau; sete dos doze jurados determinaram que ela era culpada de homicídio doloso. Enquanto o veredito era lido, a família de Alexander sorriu e se abraçou. Multidões do lado de fora do tribunal começaram a aplaudir e cantar.

### Fase de agravamento
Após a condenação, a acusação foi obrigada a convencer o júri de que o assassinato foi "cruel, hediondo ou depravado" para que determinassem que Arias era elegível para a pena de morte. A fase de agravamento do julgamento começou em 15 de maio de 2013. A única testemunha foi o médico legista que realizou a autópsia de Alexander. Os advogados de Arias, que pediram repetidamente para renunciar ao caso, deram apenas breves declarações de abertura e argumentos finais, nos quais disseram que a adrenalina correndo pelo corpo de Alexander pode ter evitado que ele sentisse muita dor durante sua morte. O promotor Martinez mostrou fotos do cadáver e da cena do crime ao júri, então fez uma pausa de dois minutos de silêncio para ilustrar quanto tempo, segundo ele, levou para Alexander morrer nas mãos de Arias. Depois de menos de três horas de consideração, o júri determinou que Arias era elegível para a pena de morte.

### Fase de penalidade
A fase da pena começou em 16 de maio de 2013, quando os promotores chamaram os familiares de Alexander para oferecer declarações sobre o impacto da vítima, em um esforço para convencer o júri de que o crime de Arias merecia uma sentença de morte.
Em 21 de maio, Arias fez uma alocução, durante a qual ela pediu uma sentença de prisão perpétua. Arias reconheceu que seu apelo pela prisão perpétua foi uma reversão aos comentários que ela fez a um repórter de TV logo após sua condenação, nos quais ela disse que preferia a pena de morte. "Cada vez que eu dizia isso, eu estava falando sério, mas me faltava perspectiva", disse ela. "Até muito recentemente, eu não conseguia imaginar ficar diante de você e pedir que me desse a vida." Ela disse que mudou de ideia para evitar causar mais dor aos membros de sua família, que estavam no tribunal. A certa altura, ela ergueu uma camiseta branca com a palavra "sobrevivente" escrita, dizendo aos jurados que ela venderia as roupas e doaria todo o lucro para vítimas de violência doméstica. Ela também disse que doaria seu cabelo para a Locks of Love (instituição de caridade norte-americana que fornece próteses capilares personalizadas para crianças carentes) enquanto estivesse na prisão, e já tinha feito isso três vezes enquanto estava na prisão.
Naquela noite, em uma entrevista conjunta à prisão com The Arizona Republic, KPNX-TV e NBC's Today, Arias disse que não sabia se o júri voltaria com vida ou morte. "O que quer que eles voltem, eu terei que lidar com isso, não tenho outra escolha." Em relação ao veredicto, ela disse: "Parecia uma grande sensação de irrealidade. Eu me senti traída, na verdade, pelo júri. Eu esperava que eles vissem as coisas como são. Eu me senti muito mal por minha família e pelo que eles estavam pensando."
Em 23 de maio, a fase de condenação do julgamento de Arias resultou em um júri empatado, o que levou o juiz a declarar a anulação do julgamento nessa fase. O júri chegou a uma decisão de 8–4 a favor da pena de morte. Depois que o júri foi dispensado, o chefe do júri Zervakos afirmou que o júri considerou a responsabilidade de pesar a sentença de morte esmagadora, mas ficou horrorizado quando seus esforços terminaram em um julgamento incorreto. "No final, estávamos mentalmente e emocionalmente exaustos", disse ele. "Acho que ficamos horrorizados quando descobrimos que na verdade eles haviam cancelado o julgamento e nos sentimos como se tivéssemos falhado."
Em 30 de maio, o procurador do condado de Maricopa, Bill Montgomery, discutiu os próximos passos em uma entrevista coletiva. Ele disse estar confiante de que um júri imparcial poderia ter assento, mas é possível que os advogados e a família da vítima concordem em desfazer o julgamento em favor de uma sentença de prisão perpétua sem liberdade condicional. Arias havia dito: "Não acho que haja um grupo de júris imaculado em qualquer lugar do mundo agora. É assim que parece. Mas eu ainda acredito no sistema até certo ponto, então vamos passar por isso se isso acontecer." Os advogados de defesa responderam: "Se o diagnóstico feito pelo psicólogo do Estado estiver correto, o Gabinete do Procurador do Condado de Maricopa está tentando impor a pena de morte a uma mulher com problemas mentais que não tem histórico criminal anterior. Não compete ao advogado de defesa da Sra. Arias resolver este caso."

### Recursos
Durante o julgamento, os advogados de defesa solicitaram a anulação do julgamento em janeiro, abril e maio de 2013. Os advogados de Arias argumentaram em janeiro que Esteban Flores, o principal detetive da polícia de Mesa no caso, cometeu um perjúrio durante uma audiência pré-julgamento em 2008 para determinar se a pena de morte deveria ser considerada uma opção para os jurados. Flores testemunhou na audiência de 2009 que, com base em sua própria análise da cena e uma discussão com o médico legista, ficou claro que Alexander foi baleado primeiro na testa. Ao contrário do depoimento de Flores na audiência de 2009, o legista disse aos jurados que o tiro provavelmente teria incapacitado Alexander. Dados seus extensos ferimentos de defesa, incluindo marcas de facadas e cortes nas mãos, braços e pernas, não era provável que o tiro tivesse ocorrido primeiro. Flores negou perjúrio e disse durante seu depoimento no julgamento que apenas entendeu mal o que o legista lhe disse.
Em abril, a defesa alegou que o promotor havia agido de forma inadequada e disse que o caso se assemelhava aos julgamentos das bruxas de Salem. Na moção, a equipe de defesa alegou que "a má conduta do promotor infestou esses processos com um nível de injustiça que não pode ser sanado por nenhum outro meio". A moção também afirmava que há uma "atmosfera de circo dentro do tribunal" e que Martinez havia gritado com testemunhas, atacado testemunhas em nível pessoal e apresentado provas. A moção também alegou que Martinez optou por divulgar provas e posar para fotos com seus fãs na escadaria do tribunal. Os advogados alegaram que Arias estava em uma posição em que não poderia apresentar uma defesa completa e que a única medida constitucional era declarar a anulação do julgamento.
Em 20 de maio de 2013, os advogados de defesa interpuseram ação alegando que uma testemunha de defesa que deveria testemunhar na sexta-feira anterior, dia 17, começou a receber ameaças de morte por seu depoimento agendado em nome de Arias. Um dia antes do ajuizamento, a testemunha contatou o advogado de Arias, declarando que ela não estava mais disposta a testemunhar por causa das ameaças. A moção continuou, "Deve-se notar também que essas ameaças seguem aquelas feitas a Alyce LaViolette, um registro das quais foi feito ex-parte e sob sigilo." A moção foi negada, assim como uma moção de suspensão do processo que havia sido solicitada para dar tempo para apelar das decisões à Suprema Corte do Arizona.
Em 29 de maio de 2013, a Suprema Corte do Arizona recusou-se a ouvir um recurso interposto três meses antes, também recusado pelo Tribunal de Recursos de nível médio do Arizona. Nurmi pediu ao tribunal superior que rejeitasse o fator agravante da crueldade porque o juiz permitiu que fosse adiante com base em uma teoria diferente de como o assassinato ocorreu. O detetive chefe alegou originalmente que o tiro ocorreu primeiro, seguido pelo esfaqueamento e corte da garganta. Com base nessa teoria, Stephens decidiu que havia uma causa provável para descobrir que o crime havia sido cometido de maneira especialmente cruel, um fator agravante segundo a lei estadual. Após essa audiência inicial, o médico legista testemunhou que o tiro ocorreu após a morte.
Em 6 de julho de 2018, os atuais advogados de Arias, Margaret M. Green (também conhecida como Peg Green) e Corey Engle, entraram com um recurso de 324 páginas buscando que sua condenação por assassinato fosse anulada para o Tribunal de Apelações.
Em 17 de outubro de 2019, os advogados de Arias argumentaram no Tribunal de Recursos que sua sentença deveria ser revogada com base no fato de que Martinez agiu de forma inadequada durante o julgamento, resultando em frenesi na mídia e afetando o resultado do julgamento. Em 24 de março de 2020, o tribunal considerou que, apesar da má conduta "flagrante" e "autopromotora" do promotor, Arias foi condenada "com base na evidência esmagadora de sua culpa" e manteve a condenação.

### Novo julgamento de condenação e encarceramento
Em 21 de outubro de 2014, o novo julgamento da sentença de Arias começou. Declarações iniciais foram feitas e uma audiência sobre as provas foi realizada. A testemunha de acusação Amanda Webb, convocada no primeiro julgamento para refutar o depoimento de Arias de que ela devolveu uma lata de gás ao Walmart em 8 de maio de 2007, admitiu não saber se todos os registros foram transferidos após a mudança da loja. Depois de um feriado, o novo julgamento foi retomado em janeiro de 2015. Os especialistas da polícia de Mesa admitiram que o laptop de Alexander continha vírus e pornografia, ao contrário do depoimento no primeiro julgamento em 2013. As deliberações do júri começaram em 12 de fevereiro de 2015. Em 2 de março de 2015, o júri informou ao juiz Stephens que havia um impasse. Os advogados de Arias solicitaram a anulação do julgamento. Stephens negou o pedido, leu instruções adicionais para o júri e ordenou que reiniciassem as deliberações. Em 5 de março de 2015, Stephens declarou a anulação do julgamento porque os jurados, que deliberaram por cerca de 26 horas em cinco dias, chegaram a um impasse em 11-1 votos a favor da pena de morte. Os 11 jurados a favor da pena de morte indicaram que o único jurado remanescente era simpático a Arias e tinha uma agenda.
A sentença foi agendada para 7 de abril de 2015, com Stephens tendo a opção de condenar Arias a prisão perpétua sem possibilidade de liberdade condicional, ou com a possibilidade de liberdade condicional após 25 anos. Em 13 de abril, Stephens condenou Arias à prisão perpétua sem possibilidade de liberdade condicional. Em 5 de março de 2015, os testes de Arias custaram cerca de US$ 3 milhões.
Em uma entrevista em 8 de abril de 2015, a advogada de Arias, Jennifer Willmott, discutiu o furor da mídia social, as ameaças de morte que ela recebeu, as declarações de Arias na sentença, o jurado resistente e afirmou que ela acreditava que Arias testemunhou a verdade.
Em junho de 2015, após uma audiência de restituição, Arias foi condenada a pagar mais de US$ 32.000 aos irmãos de Alexander. Seu advogado afirmou que isso era cerca de um terço do valor solicitado.
A partir de 2016, Arias está alojada no Departamento de Correções do Arizona #281129, localizado no Complexo Prisional do Estado do Arizona - Perryville. Ela iniciou sua pena na Unidade Lumley de segurança máxima do complexo, mas tem a possibilidade de ser rebaixada para o nível de segurança médio.

## Meios de comunicação
A Associated Press informou que o público poderia assistir ao depoimento no julgamento de Jodi Arias. Esta decisão, tomada por um painel de três juízes do Tribunal de Apelações do Arizona, anulou a decisão original da juíza do Tribunal Superior do Condado de Maricopa, Sherry Stephens, que "permitiria que uma testemunha testemunhasse em particular, enquanto os jurados [pesavam] se deveriam dar [Arias ] a pena de morte." O juiz Stephens realizou audiências secretas (não públicas). Como resultado do movimento de sigilo, uma testemunha de defesa não identificada foi autorizada a testemunhar em privado. Embora a decisão do juiz Stephens tenha sido anulada pelo Tribunal de Apelações do Arizona, "a testemunha misteriosa que testemunhou ... no início do caso de defesa" não foi revelada ao público.
O caso, foi apresentado em um episódio do 48 Hours Mystery : Picture Perfect em 2008, onde incluía uma entrevista que, pela primeira vez na história do 48 Hours, foi usada como prova em um julgamento de pena de morte. Em 24 de setembro de 2008, a Inside Edition entrevistou Arias na Cadeia do Condado de Maricopa, onde ela declarou: "Nenhum júri vai me condenar ... porque sou inocente e você pode marcar minhas palavras sobre isso. Nenhum júri vai me condenar."

Arias respondeu aos comentários que fez em uma entrevista em setembro de 2008 para o programa de notícias sindicalizado Inside Edition, que havia sido reproduzido no início do julgamento. Na entrevista, ela disse: "Nenhum júri vai me condenar ... porque sou inocente. Você pode marcar minhas palavras nisso." Discutindo a declaração durante seu depoimento, Arias disse: "Na época [da entrevista], eu tinha planos de cometer suicídio. Então, eu estava extremamente confiante de que nenhum júri me condenaria, porque eu não esperava que nenhum de vocês estivesse aqui." No final de seu interrogatório de Arias, Martinez reproduziu o vídeo e levou Arias a afirmar que ela havia dito durante a entrevista que não seria condenada porque era inocente. Ao ser questionada por Martinez, Arias foi inicialmente combativa e irreverente, mas depois de vários dias, Martinez foi capaz de destacar as inúmeras mentiras e inconsistências em seu depoimento e ela admitiu ter esfaqueado e atirado em Alexander, apesar de suas alegações anteriores de um lapso de memória. O chefe do júri, William Zervakos, mais tarde expressou uma opinião comum aos jurados e observadores ao dizer ao Good Morning America, da ABC, que o testemunho de Arias não fez nenhum bem: “Acho que dezoito dias a magoaram. Acho que ela não foi uma boa testemunha."

A Associated Press disse que o caso era um "circo", um "trem em fuga" e disse que o caso "se tornou uma sensação mundial à medida que milhares acompanhavam o julgamento por meio de um feed da Web não editado ao vivo". Eles acrescentaram que o julgamento obteve "cobertura diária de redes de notícias a cabo e gerou uma indústria virtual de talk shows" e, no tribunal, "todo o caso se transformou em um espetáculo circense atraindo dezenas de entusiastas todos os dias ao tribunal enquanto eles fizeram fila para ter a chance de conseguir apenas alguns lugares abertos ao público na galeria;" "Para seus fãs, o julgamento de Arias se tornou uma novela diurna ao vivo" O Toronto Star declarou: "Com sua mistura de ciúme, religião, assassinato e sexo, o caso Jodi Arias mostra o que acontece quando o sistema de justiça se torna entretenimento."
Durante o julgamento, figuras públicas expressaram livremente suas opiniões. "Jodi Arias afirmou que me segue no Twitter, então eu realmente odeio dizer que ela é culpada, mas, infelizmente, ela é tão culpada quanto possível", escreveu Donald Trump. Ele também comentou como o governo deve evitar a leniência. "Jodi deveria tentar, mas o governo não deveria fazer um acordo – nenhum júri poderia ser burro o suficiente para dispensá-la (mas nunca se sabe, olhe para OJ e outros)", sugeriu Trump. A governadora do Arizona, Jan Brewer, disse a repórteres após um evento à imprensa não relacionado que ela acreditava que Arias era culpada. Ela evitou a questão de saber se acreditava que Arias era culpada de homicídio culposo, homicídio de segundo grau ou homicídio de primeiro grau, mas disse: "Não tenho todas as informações, mas acho que ela é culpada."
A equipe do HLN e seus comentaristas compararam o caso ao caso de Casey Anthony para as semelhanças percebidas entre Anthony e Arias e as emoções que os casos incitaram no público em geral. Além disso, o HLN exibiu um programa diário cobrindo o julgamento chamado HLN After Dark: The Jodi Arias Trial. A rede a cabo enviou um comunicado à imprensa intitulado "HLN No. 1 entre TV a cabo suportada por anúncios enquanto Arias implora por sua vida", gabando-se de que eles lideraram as classificações. O comunicado declarou: "HLN continua a ser o líder de classificação e fonte completa para a cobertura do Julgamento Jodi Arias. Em 21 de maio, o HLN classificou-se em 1º lugar entre as redes de TV a cabo suportadas por anúncios de 1: 56p a 2: 15p (ET), quando Arias se manifestou para defender sua vida diante do júri que a considerou culpada do assassinato de Alexander. Durante esse período, o HLN superou a concorrência entre o total de espectadores (2.540.000) e entre 25-54 espectadores de demonstração (691.000). A HLN também classificou No.1 entre as redes de cabo suportadas por anúncios para a hora 2p entregar 2,227,000 total de espectadores e 620.000 25-54 telespectadores."
Jodi Arias: Dirty Little Secret, um filme feito para a televisão, é estrelado pela atriz de Lost, Tania Raymonde, como Arias e Jesse Lee Soffer, de The Mob Doctor e Chicago PD , como Alexander. O promotor Juan Martinez foi interpretado pelo ator Tony Plana de Ugly Betty e David Zayas, de Dexter, no papel do detetive Esteban Flores. Criado e distribuído pela Lifetime Network, o filme estreou em 22 de junho de 2013.
O Investigação Discovery foi ao ar em janeiro de 2018 com um curta série de televisão intitulada "Jodi Arias: An American Murder Mystery". O especial explora a morte de Alexander e o subsequente circo legal quando Arias foi julgada.
O episódio piloto de Murder Made Me Famous, que foi ao ar em 15 de agosto de 2015, narrou o caso. 
O caso de Arias foi discutido no episódio de 19 de julho de 2018, Stuff You Should Know como um exemplo de violação do privilégio advogado-cliente. O episódio discutiu o livro revelador do ex-advogado Kirk Nurmi, que continha informações que Nurmi adquiriu durante sua representação de Arias.
A NBC transmitiu a história do assassinato em 6 de outubro de 2019 em um episódio do Dateline intitulado "Along Came Jodi".
A ABC transmitiu a história do assassinato em 14 de fevereiro de 2020 em um episódio do 20/20.

### Mídia social
No final de janeiro de 2013, a arte desenhada por Arias começou a ser vendida no eBay. O vendedor era seu irmão; ele alegou que os lucros foram para cobrir as despesas de viagem da família para o julgamento e "comida melhor" para Arias enquanto ela estava na prisão.
Em 11 de abril, o USA Today informou que, durante o depoimento da testemunha de defesa Alyce LaViolette, a indignação pública foi extrema em relação a suas afirmações de que Arias foi vítima de violência doméstica. Tweets e outras postagens de mídia social atacaram a reputação de LaViolette. Mais de 500 resenhas negativas do livro ainda a ser lançado de LaViolette apareceram na Amazon.com chamando LaViolette de uma fraude e uma desgraça. "É a versão eletrônica de um linchamento", disse o juiz aposentado da Corte Superior do condado de Maricopa, Kenneth Fields. A advogada Anne Bremner, que disse ter recebido ameaças de morte depois de fornecer assessoria jurídica no caso de Amanda Knox, disse ao The Huffington Post que o tipo de ridicularização online e ameaças que LaViolette recebeu podem afetar advogados e testemunhas em julgamentos de alto perfil. "É algo a ter em conta", disse Bremner. "Se eu tivesse filhos, consideraria ainda mais."
Em 9 de maio, The Republic comentou: "O julgamento de Jodi Arias foi um ímã de mídia social. E quando Arias foi condenada na quarta-feira por assassinato em primeiro grau, o Twitter e o Facebook explodiram em reação. Muito do que foi dirigido a Arias, embora muitas pessoas tweetassem na cobertura da mídia, como as palhaçadas da apresentadora do HLN Nancy Grace. Durante o julgamento, seguidores ferrenhos do processo foram acusados de tentar usar as redes sociais para intimidar as testemunhas ou de outra forma influenciar o resultado. Se teve algum efeito é questionável, mas é um desenvolvimento notável."
Em 24 de maio, Victoria Washington, que foi uma das advogadas de Arias até que teve que renunciar em 2011 por causa de um conflito, disse que "o advogado principal de Arias, Nurmi, foi ridicularizado nas redes sociais. A certa altura, um habitante da Internet sobrepôs digitalmente seu rosto em uma foto da cena do crime de Alexander morto no chuveiro de sua casa em Mesa. Eu sei que as pessoas ficaram irritadas com ele constantemente pedindo a anulação do julgamento, mas você tem que fazer e preservar o registro para revisão federal (em recurso). Se você não pedir a anulação do julgamento, os tribunais de apelação dirão que você desistiu."
Em 28 de maio, o Radar Online relatou que o capataz do júri vinha recebendo ameaças desde o impasse do painel na fase de condenação, e agora seu filho alegava estar recebendo ameaças de morte. "Hoje eu li uma correspondência de ódio que meu pai tinha recebido. Alguém enviou a ele uma mensagem ameaçadora completa com seu endereço de e-mail, nome completo e número de telefone (o que, no mínimo, significa que esse cara deveria repetir o Hate Mail 101). Também li alguns comentários sobre um artigo online sobre meu pai. Surreal. Dizem que meu pai foi enganado pelo réu, que foi levado com ela, que odiava o promotor ", escreveu seu filho em seu blog público.
A conta do Twitter em nome de Arias é operada pelos amigos de Arias em seu nome. Em 22 de junho, a partir desse relato, Arias twittou: "Só não sei ainda se irei apelar ou apelar."
Em 6 de março de 2015, após a conclusão do novo julgamento da fase de penalidade, foi relatado que o jurado nº 17, único impedimento, recebeu ameaças de morte e a polícia foi postada em sua casa. Dennis Elias, consultor do júri, disse: "O próprio fato de as pessoas estarem fazendo ameaças de morte e tentando denunciá-la, não é um dia de orgulho para nenhuma dessas pessoas e elas deveriam ter vergonha".